# لويس كارلوس سارمينتو
لويس كارلوس سارمينتو (بالإسبانية: Luis Carlos Sarmiento Angulo)‏ هو مهندس ورائد أعمال ومهندس مدني كولومبي، ولد في 27 يناير 1933 في بوغوتا في كولومبيا.

## وصلات خارجية
- الموقع الرسمي